# Прато (футбольний клуб)
«Прато» (італ. A.C. Prato) — італійський футбольний клуб з однойменного міста, заснований 1908 року.

## Історія
Команда була заснована 1908 року під назвою Società Sportiva Emilio Lunghi, а з 1913 року стала виступати у чемпіонаті Тоскани під назвою Prato Sport Club.
З 1919 клуб став виступати з перервами у Пріма Категорія, другому за рівнем дивізіоні Італії, а 1928 року вийшов до Дивізіоне Націонале, вищого дивізіону країни. Там за підсумками сезону 1928/29 клуб зайняв 15-те місце і вилетів з елітного дивізіону. Надалі команда курсувала між другим і третім дивізіоном, всього провівши 10 років у Серії Б (1929-30, 1940-41, 1946-48, 1960-62, 1963-64). Останній раз команда грала в Серії Б в 1964 році, після чого виступала виключно в нижчих дивізіонах країни.
Попри відсутність сильної команди та значних результатів, у команді починали свою кар'єру низка майбутніх гравців збірної Італії, зокрема Крістіана В'єрі, Алессандро Діаманті, Массімо Маккароне, Массімо Оддо, Карло Кудічіні, Нікола Легроттальє та інші, а тренерами були легендарні Ферруччо Валькареджі та Енцо Беардзот.

### Хронологія назв
- 1908—1912 : Società Sportiva Emilio Lunghi
- 1912—1937 : Prato Sport Club
- 1937—0000 : Associazione Calcio Prato